# 中央温泉研究所
公益財団法人中央温泉研究所（ちゅうおうおんせんけんきゅうしょ）とは、日本における温泉の成分などを調査する指定機関である。

## 調査内容
- 中央温泉研究所にて調査できる内容は、以下の3項目。

1. 温泉の化学分析
2. 温泉の詳細な調査
3. 温泉給湯設備計画・設計・温泉地計画の情報提供